# Murder in the Mews (recueil de nouvelles)
Pour les articles homonymes, voir Murder in the Mews.
 (novembre 2023).
Si vous disposez d'ouvrages ou d'articles de référence ou si vous connaissez des sites web de qualité traitant du thème abordé ici, merci de compléter l'article en donnant les références utiles à sa vérifiabilité et en les liant à la section « Notes et références ».
Murder in the Mews est un recueil de quatre nouvelles policières d'Agatha Christie, mettant en scène le détective belge Hercule Poirot, publié en 1937 au Royaume-Uni.
L'illustration de la jaquette du recueil était l'œuvre de Robin Macartney, un archéologue ami de Max Mallowan et Agatha Christie, qui avait également été l'illustrateur, pour le Collins Crime Club, des jaquettes des romans Meurtre en Mésopotamie (1936), Mort sur le Nil (1937) et illustrerait, en 1938, un quatrième volume, Rendez-vous avec la mort.

## Composition du recueil
1. Murder in the Mews (Feux d'artifice)
2. The Incredible Theft (L'Invraisemblable Vol)
3. Dead Man's Mirror (Le Miroir du mort)
4. Triangle at Rhodes (Trio à Rhodes)

## Publications

### États-Unis
Les nouvelles nos 1, 3 et 4 sont publiées la même année (1937) aux États-Unis dans Dead Man's Mirror and Other Stories. La nouvelle no 2 n'est pas publiée.
Lord de la réédition de ce recueil en 1987, les quatre nouvelles sont réunies.

### France
En France, les nouvelles sont réparties entre deux recueils :
- les nouvelles nos 1, 2 et 3 sont publiées en 1961 en France dans Poirot résout trois énigmes (réédité en 1969 sous le titre Le Miroir du mort) ;
- la nouvelle no 4 est publiée en 1969 dans Témoin à charge.

En 1992, dans le cadre de la collection « Les Intégrales du Masque », le recueil Poirot résout trois énigmes est réédité sous le titre Le Miroir du mort et regroupe les quatre nouvelles originales du recueil britannique.